# Bank of China Hong Kong Tennis Open 2024 - Qualificazioni singolare
Le qualificazioni del singolare del Bank of China Hong Kong Tennis Open 2024 sono state un torneo di tennis preliminare per accedere alla fase finale della manifestazione. I vincitori dell'ultimo turno sono entrati di diritto nel tabellone principale. In caso di ritiro di uno o più giocatori aventi diritto, a questi sono subentrati i lucky loser, ossia i giocatori che hanno perso nell'ultimo turno ma che avevano una classifica più alta rispetto agli altri partecipanti che avevano comunque perso nel turno finale.

## Teste di serie
1. Tarō Daniel (qualificato)
2. Jaume Munar (primo turno)
3. Liam Broady (qualificato)
4. Zsombor Piros (primo turno)

1. Zizou Bergs (primo turno)
2. Térence Atmane (ultimo turno)
3. Joris De Loore (primo turno)
4. Sho Shimabukuro (primo turno)

## Qualificati
1. Tarō Daniel
2. Marc-Andrea Hüsler

1. Liam Broady
2. Vitalij Sačko

## Tabellone

### Sezione 1
|  | Primo turno | Primo turno  | Primo turno  | Primo turno | Primo turno |  |  | Ultimo turno | Ultimo turno | Ultimo turno | Ultimo turno | Ultimo turno |  |
|  |             |              |              |             |             |  |  |              |              |              |              |              |  |
|  | 1           | Tarō Daniel  | Tarō Daniel  | 6           | 6           |  |  |              |              |              |              |              |  |
|  | WC          | Wong Tsz-fu  | Wong Tsz-fu  | 0           | 3           |  |  | 1            | Tarō Daniel  | 6            | 3            | 6            |  |
|  |             | Jan Choinski | Jan Choinski | 6           | 6           |  |  |              | Jan Choinski | 4            | 6            | 4            |  |
|  | 5           | Zizou Bergs  | Zizou Bergs  | 2           | 2           |  |  |              |              |              |              |              |  |

### Sezione 2
|  | Primo turno | Primo turno        | Primo turno        | Primo turno | Primo turno |  |  | Ultimo turno | Ultimo turno       | Ultimo turno       | Ultimo turno | Ultimo turno |  |
|  |             |                    |                    |             |             |  |  |              |                    |                    |              |              |  |
|  | 2           | Jaume Munar        | 6                  | 3           | 4           |  |  |              |                    |                    |              |              |  |
|  |             | Otto Virtanen      | 3                  | 6           | 6           |  |  |              | Otto Virtanen      | Otto Virtanen      | 2            | 0            |  |
|  |             | Marc-Andrea Hüsler | Marc-Andrea Hüsler | 6           | 6           |  |  |              | Marc-Andrea Hüsler | Marc-Andrea Hüsler | 6            | 6            |  |
|  | 8           | Sho Shimabukuro    | Sho Shimabukuro    | 2           | 4           |  |  |              |                    |                    |              |              |  |

### Sezione 3
|  | Primo turno | Primo turno             | Primo turno | Primo turno | Primo turno |  |  | Ultimo turno | Ultimo turno            | Ultimo turno            | Ultimo turno | Ultimo turno |  |
|  |             |                         |             |             |             |  |  |              |                         |                         |              |              |  |
|  | 3           | Liam Broady             | Liam Broady | 6           | 6           |  |  |              |                         |                         |              |              |  |
|  |             | Aziz Dougaz             | Aziz Dougaz | 3           | 3           |  |  | 3            | Liam Broady             | Liam Broady             | 6            | 6            |  |
|  |             | Román Andrés Burruchaga | 65          | 7           | 6           |  |  |              | Román Andrés Burruchaga | Román Andrés Burruchaga | 2            | 3            |  |
|  | 7           | Joris De Loore          | 7           | 6           | 4           |  |  |              |                         |                         |              |              |  |

### Sezione 4
|  | Primo turno | Primo turno    | Primo turno    | Primo turno | Primo turno |  |  | Ultimo turno | Ultimo turno   | Ultimo turno   | Ultimo turno | Ultimo turno |  |
|  |             |                |                |             |             |  |  |              |                |                |              |              |  |
|  | 4           | Zsombor Piros  | Zsombor Piros  | 3           | 2           |  |  |              |                |                |              |              |  |
|  |             | Vitalij Sačko  | Vitalij Sačko  | 6           | 6           |  |  |              | Vitalij Sačko  | Vitalij Sačko  | 7            | 6            |  |
|  | WC          | Wong Hong-kit  | Wong Hong-kit  | 4           | 2           |  |  | 6            | Térence Atmane | Térence Atmane | 64           | 1            |  |
|  | 6           | Térence Atmane | Térence Atmane | 6           | 6           |  |  |              |                |                |              |              |  |